# 小行星4428
小行星4428（英語：4428 Khotinok）是一颗围绕太阳公转的小行星。1977年9月18日，尼古拉·切爾尼赫在克里米亚发现了此天体。
这颗小行星的绝对星等为212.4492404153007等。